# Каванова-Маржакова, Мэри
Мэри Кавейн (англ. Mary Cawein), Каванова-Маржакова (чеш. Cavanová-Mařáková; 1889—1969) — американско-чешская певица.
Выступала в Метрополитен Опера. В начале 1910-х гг. вышла замуж за чешского тенора Отакара Маржака и уехала вместе с ним в Прагу, где на протяжении последующих десятилетий успешно пела на сцене Национального театра.